# Oedaleonotus werneri
Oedaleonotus werneri är en insektsart som beskrevs av Yin, X.-c. och R.L. Smith 1989. Oedaleonotus werneri ingår i släktet Oedaleonotus och familjen gräshoppor. Inga underarter finns listade i Catalogue of Life.